# Fairey Firefly
Fairey Firefly (česky: Světluška) byl dvoumístný jednomotorový palubní stíhací letoun letectva britského Královského námořnictva (Fleet Air Arm) konce druhé světové války. Ve výzbroji a výkonech překonával svého předchůdce Fairey Fulmar, ale do služby se dostal až na sklonku války. Ve službách FAA zůstal až do roku 1958 a dočkal se tak i nasazení v Malajsii a v Korejské válce.

## Vývoj
Na počátku války byly do služby u FAA zařazovány dvoumístné stíhací letouny Fairey Fulmar. Tyto stroje ale značně zaostávaly za moderními jednomístnými palubními letadly ostatních států jak výkonem i výzbrojí. Proto vypsalo Ministerstvo letectví specifikaci N.5/40, jejímž výsledkem měl být moderní palubní letoun s vysokými výkony a silnou palebnou silou, ministerstvo ale opět požadovalo dvoumístný stroj.
Práce na Fairey Firefly započaly v roce 1940 a už v červnu tohoto roku objednala Admiralita prvních 200 kusů. Prototyp (sériové číslo Z1826), poháněný dvanáctiválcovým motorem Rolls-Royce Griffon IIB o výkonu 1730 hp (1290 kW) s třílistou vrtulí, byl zalétán 22. prosince 1941 šéfpilotem společnosti Ch. S. Stanilandem. Jednalo se o celokovový dolnoplošník s křídlem ručně sklápěným dozadu podél trupu a chladičem pod přídí. Hlavní podvozkové nohy se zatahovaly do křídla směrem k trupu, rovněž zadní kolo bylo zatahovací. Na zádi se nacházel výklopný přistávací hák. Pilot seděl nad náběžnou hranou křídla, letecký pozorovatel a radiooperátor v jedné osobě seděl ve vlastní prosklené kabině nad odtokovou hranou křídla. Dobré letové vlastnosti měly plnit klapky Fairey-Youngman.
Mezi březnem a zářím 1942 následovaly ještě prototypy Z1827, Z1828 a Z1829.
Sériové stroje Fairey Firefly F Mk.I pak byly dodávány k jednotkám od 4. března 1943 (Z1830). Část zakázky převzala také společnost General Aircraft Co. z Middlesexu. Oproti Fulmarům disponovaly mnohem silnější výzbrojí. V každém křídle byly zabudovány dva 20mm kanóny Hispano a pod křídlo mohla být zavěšena výzbroj do celkové hmotnosti 908 kg – bomby, přídavné nádrže a později také neřízené rakety RP-3. Maximální rychlost ve výšce činila 508 km/h. Počínaje 471. vyrobeným strojem byly použity silnější motory Rolls-Royce Griffon XII, o maximálním výkonu (1990 hp, 1484 kW).
Postupně byly vyráběny další verze letounu, které se odlišovaly zástavbou silnějších motorů, pozměněným trupem, výstrojí, atd. Po základní verzi F Mk.I následovala varianta FR Mk.I, která mohla nosit pod přídí v kapkovitém pouzdře protilodní a protiponorkový radar ASH. Verze FR Mk.I byla vyráběna do léta roku 1946. Do bojů druhé světové války významněji zasáhla jen stíhací verze F Mk. I. V počtu 37 kusů byla zkonstruována také noční stíhací varianta NF Mk.II s prodlouženým trupem a radarem Al Mk.X, zalétaná v březnu 1943. Tento letoun nebyl kvůli sníženým výkonům úspěšný.
Potřeba noční palubní stíhačky byla vyřešena zástavbou radaru do pouzdra pod přídí typu FR Mk.I, tyto letouny byly označeny Firefly NF Mk.I.
Po válce bylo vyrobeno dalších několik verzí včetně průzkumných, protiponorkových či nočních stíhacích. Cvičné poválečné stroje nesly označení Firefly T Mk.I, T Mk.II a T Mk.III, která vznikla z typu F Mk.I a byla určena pro výcvik námořních pozorovatelů a operátorů radaru. Z F Mk.I bylo také odvozeno 14 strojů verze TT Mk.I, která byla určena pro vlekání terčů. Od května 1946 postupně vyšlo z výroby 160 letounů Firefly FR Mk.4 s motorem Griffon 74 o výkonu 1543 kW se čtyřlistou vrtulí.
Počátkem roku 1948 byly zahájeny dodávky Firefly Mk.5 s automatickým sklápěním křídla, které mohly plnit úkoly v protiponorkovém boji, stíhání a průzkumu. Posledními z poválečných variant byla protiponorková Firefly AS Mk.6 bez kanónů, avšak s instalovanými závěsníky pod křídlem a třímístná Firefly AS Mk.7. Některé Firefly dosloužily v 50. letech 20. století jako bezpilotní terče U Mk.8. Výroba letounů Fairey Firefly byla ukončena 20. března 1956.

## Bojové nasazení

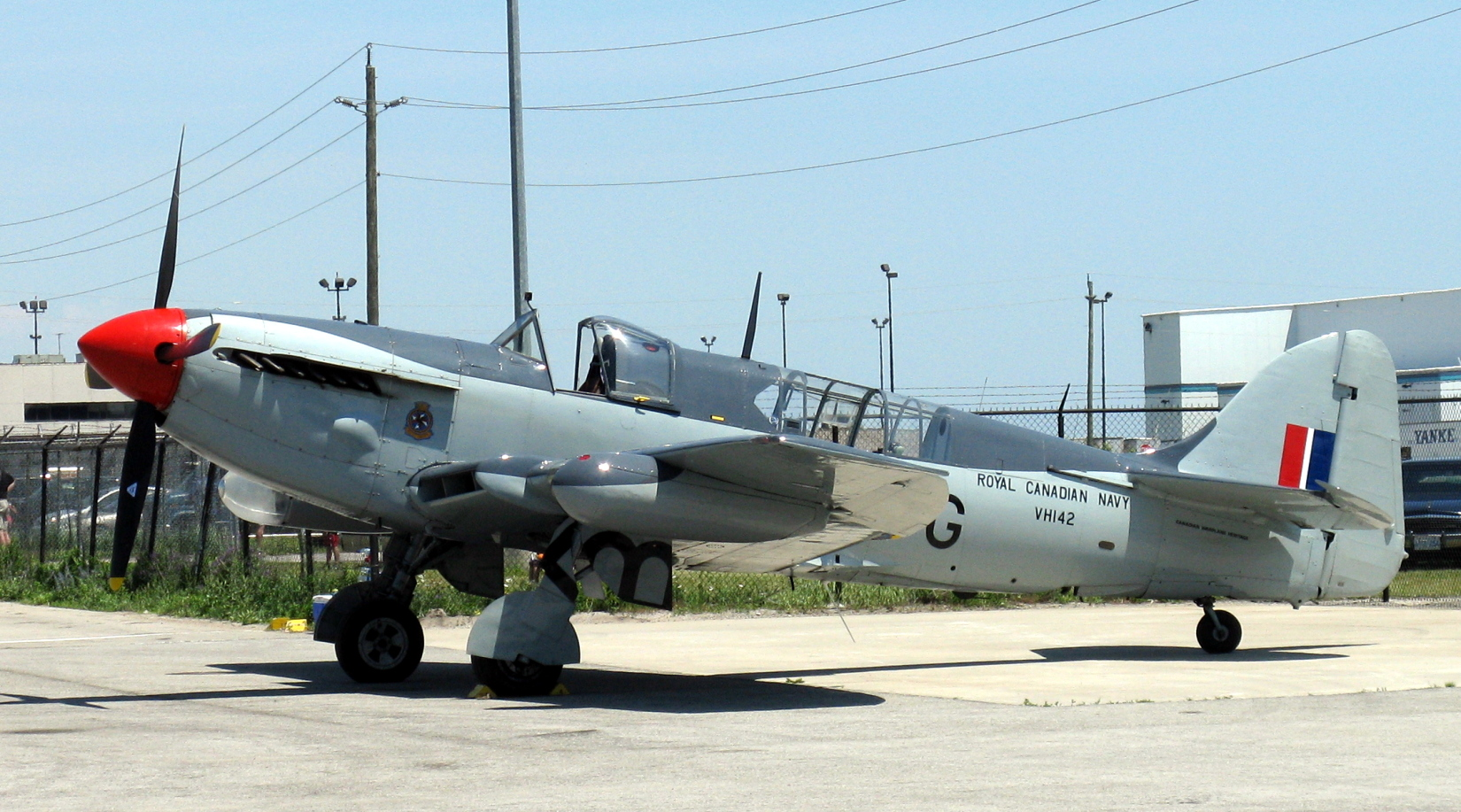
Fairey Firefly Mk.5 Royal Canadian Navy

Fairey Firefly verze F Mk.I byla jedinou variantou, která se významně zúčastnila bojových operací za druhé světové války. Postupně byla nasazena jak v Evropě, tak na Dálném východě. Letouny byly do služby zařazovány od 1. října roku 1943, konkrétně byly přiřazeny 1770. peruti na palubě letadlové lodi HMS Indefatigable. Prvního nasazení se dočkaly až v polovině roku 1944, kdy provedly sérii průzkumných a útočných operací proti nepřátelské lodní dopravě podél norského pobřeží. Firefly rovněž podpořily letecké útoky v rámci operace Mascot, která měla zneschopnit německou bitevní loď Tirpitz kotvící v norském Altenfjordu – během náletů ostřelovaly svými 20mm kanóny palubu lodi a další stanoviště protiletadlové obrany. Ve stejné oblasti působila s letouny Firefly i 1771. squadrona na lodi HMS Implacable
Dále se letadlové lodi HMS Indefatigable zapojila do bojů proti Japonsku jako součást British Pacific Fleet. Fairey Firefly se stal prvním britským strojem války nad zemí vycházejícího slunce a nad Tokiem. Letouny byly nasazovány při četných útocích proti pozemním cílům a hrály významnou roli například při zničení ropných rafinerií na Sumatře v lednu 1945. V té době se rovněž uplatnily v roli protiponorkového letounu.
Firefly byly bojově nasazeny i ve válce v Malajsii a ve válce v Koreji Austrálií a Velkou Británií. Ještě v roce 1962 si Firefly Nizozemského námořnictva zabojovaly proti Indonésii v bitvě v Arafurském moři.

## Varianty

### Mk. I

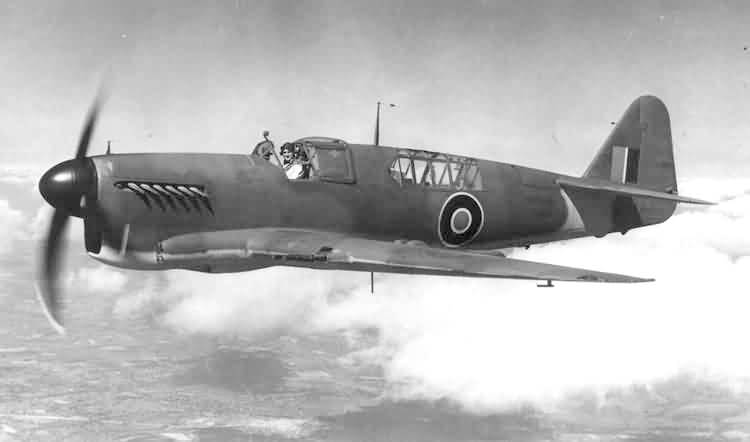
Fairey Firefly Mk. I

První verzi Fairey Firefly s motorem Griffon IIB o výkonu 1730 hp (1290 kW), později vyrobené letouny byly poháněny motorem Griffon XII o výkonu 1484 hp (1484 kW). Výzbroj zahrnovala čtyři 20mm kanóny Hispano a podvěšenou výzbroj do celkové hmotnosti 908 kg (2000 lb).
- F Mk. I – Základní stíhací varianta, vyrobeno bylo 429 kusů, některé byly dodatečně přestavěny na verzi F Mk. IA.
- NF Mk. I – Noční stíhací verze s radarem AI Mk. 10 odvozená od F Mk. I po neúspěchu noční stíhací varianty NF Mk. II. Další zlepšení zahrnovala odstínění plamenů z vycházejících z výfuků tak, aby neoslňovaly posádku.
- FR Mk. I – Verze pro ozbrojený průzkum s protilodním radarem ASH z konce roku 1944, vyrobeno bylo 376 kusů.
- F Mk. IA – Letouny upravené z F Mk. I na FR Mk. I zástavbou radaru ASH.
- T Mk. I – Neozbrojená cvičná verze odvozená z Mk. I.
- TT Mk. I – Letoun pro vlekání cvičných cílů (target tug), po válce vzniklo 14 strojů.
- T Mk. III – Cvičná varianta navzdory svému označení odvozená z Mk. I, určena pro výcvik radarových operátorů.

### Mk. II
- NF Mk. II – Noční stíhací verze z března 1943. Trup byl prodloužen před kabinou o 45 cm kvůli radaru AI Mk 10, antény byly umístěny v křídlech mezi kanóny a trupem. Radiolokátor svou hmotností zhoršoval výkony i letové vlastnosti, a proto bylo vyrobeno jen 37 kusů této verze.
- T Mk. II – Cvičná verze vybavená kanóny.

### Mk. III
Postaven byl pouze prototyp s motorem Rolls-Royce Griffon 61 a chladičem pod přídí. Nevýhody tohoto uspořádání zapříčinily přesunutí chladiče u dalších verzí do kořenů křídla.

### Mk. IV

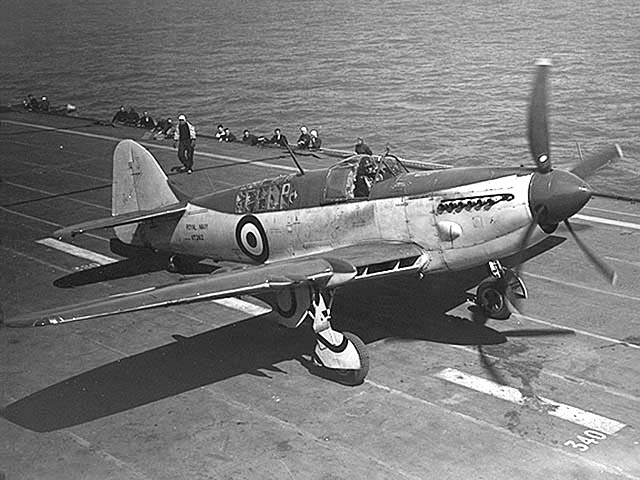
Fairey Firefly Mk. IV

Zásadně přepracovaná verze s motorem Rolls-Royce Griffon 74 o výkonu 2 100 k (1543 kW). Chladič byl přesunut do kořene křídla, zvětšeny byly ocasní plochy, motor poháněl čtyřlistou vrtuli.
- FR Mk. IV – Stíhací-průzkumná verze se dvěma kapkovitými kryty na vnější náběžné hraně křídla – v jednom byl ukryt radar, druhé pouzdro sloužilo jako přídavná nádrž. Výzbroj sestávala opět ze 4 kanónů Hispano a podvěšené výzbroje do hmotnosti 908 kg. Vyráběna byla od května 1946 a vzniklo 160 kusů.
- TT Mk. 4 – Konverze na stroj pro vlekání vzdušných terčů.

### Mk. 5
Verze z roku 1948 s automatickým sklápěním křídla. Tato verze byla nasazena ve válce v Koreji. Jednalo se o víceúčelový stroj schopný vykonávat různé role:
- AS Mk. 5 – Letoun pro protiponorkový boj, nesl americké vybavení (sonobóje, …).
- FR Mk. 5 – Verze pro ozbrojený průzkum.
- F Mk. 5 – Denní stíhací letoun.
- NF Mk. 5 – Noční stíhací letoun.
- T Mk. 5 – Australská cvičná verze odvozená z protiponorkové verze AS Mk. 5.
- TT Mk. 5 – Australská verze pro vlekání vzdušných terčů.

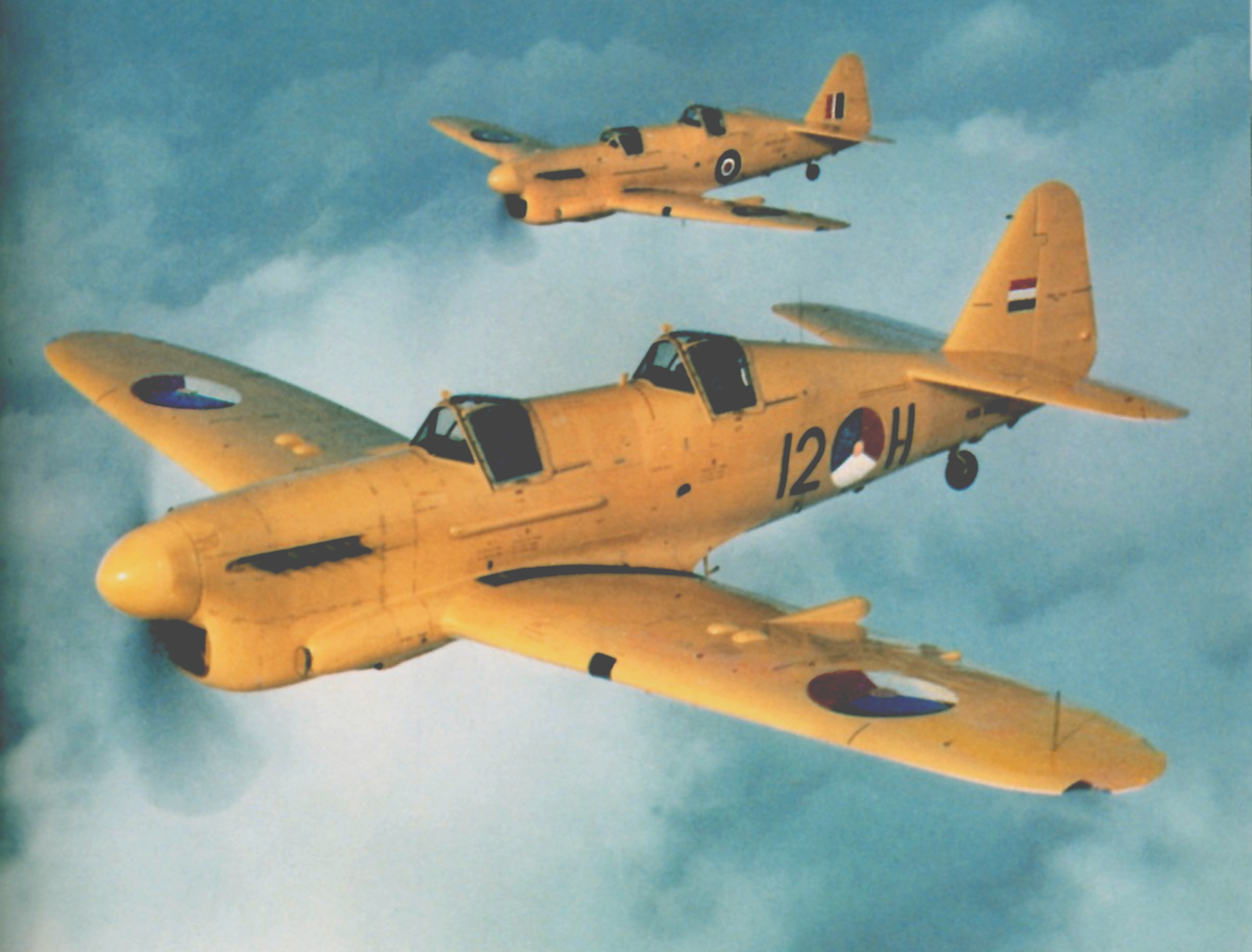
Fairey Firefly T Mk.I

### Mk. 6
- AS Mk. 6 – Protiponorkový letoun bez hlavňové výzbroje, vybaven byl radarem a podvěšenou výzbrojí. Vybavení bylo britské.
- TT Mk. 6 – Australská verze pro vlekání vzdušných terčů.

### Mk. 7
- AS Mk. 7 – Protiponorkový letoun zalétaný v říjnu 1951. Použit byl motor Griffon 59 s náporovým chladičem pod přídí, trup byl upraven pro trojčlennou posádku. Stroj neměl hlavňovou výzbroj, vybaven byl radarem a podvěšenou výzbrojí.
- T Mk. 7 – Cvičná verze pro operátory radaru.

### U Mk. 8
Poválečná konverze starších letounů Mk. IV na bezpilotní terč.

### U Mk. 9
Poválečná konverze starších letounů Mk. 5 na bezpilotní terč.

## Specifikace (Mk. I)

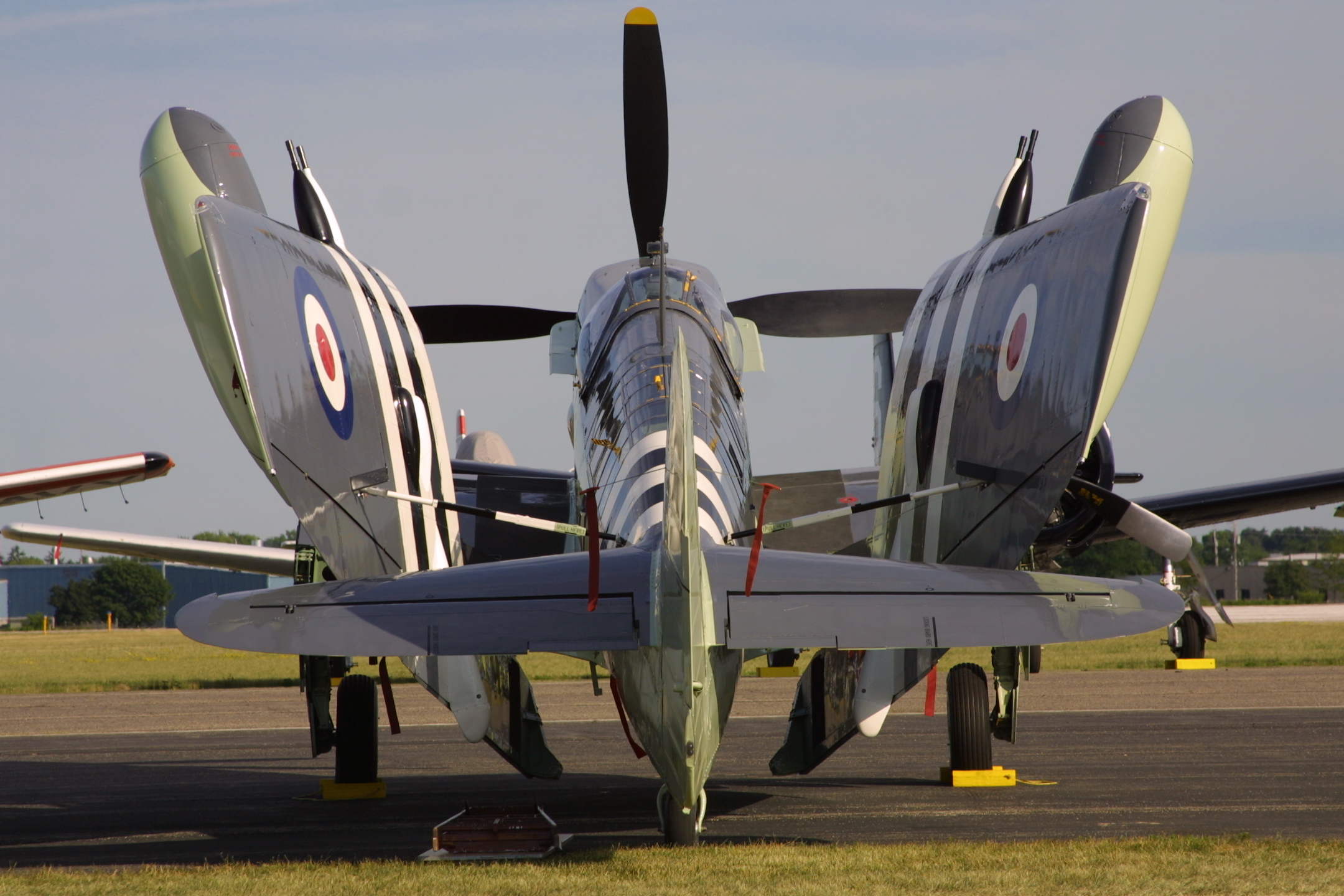
Firefly Mk. IV se složenými křídly, Oshkosh, 2002

### Technické údaje
- Posádka: 2
- Rozpětí: 13,56 m
- Délka: 11,46 m
- Výška: 4,14 m
- Nosná plocha: 30,45 m²
- Plošné zatížení: kg/m²

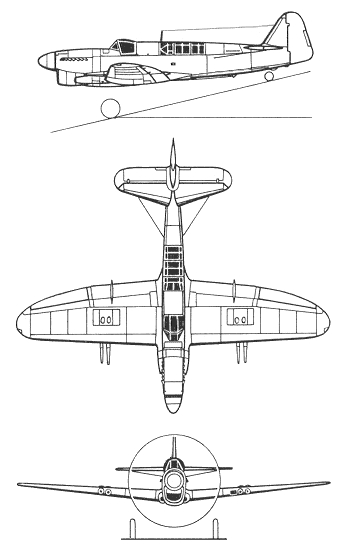
Fairey Firefly Mk I

- Hmotnost prázdného letounu: 4254 kg
- Max. vzletová hmotnost: 6359 kg
- Pohonná jednotka: 1 × kapalinou chlazený V12 motor Rolls-Royce Griffon IIB
- Výkon pohonné jednotky: 1730 hp (1290 kW)

### Výkony
- Maximální rychlost: 508 km/h ve výšce 4300 m
- Dostup: 8530 m
- Stoupavost: 9,7 m/s
- Dolet: 1722 km (s přídavnými nádržemi)
- Poměr výkon/hmotnost: kW/kg

### Výzbroj
- 4 × kanón Hispano-Suiza HS.404 ráže 20 mm
- podvěšená výzbroj do hmotnosti 908 kg (2000 lb) na dvou závěsnících pod křídlem; např. dvě bomby o hmotnosti 227 kg (500 lb) nebo 454 kg (1000 lb) nebo 8 neřízených raket RP-3

## Specifikace (Mk. IV)

### Technické údaje
- Osádka: 2
- Rozpětí: 12,55 m
- Délka: 11,53 m
- Výška: 4,37 m
- Nosná plocha: 30,66 m²
- Plošné zatížení: kg/m²
- Hmotnost prázdného letounu: 4300 kg
- Max. vzletová hmotnost: 6359 kg
- Pohonná jednotka: 1 × kapalinou chlazený V12 motor Rolls-Royce Griffon 741
- Výkon pohonné jednotky: 2100 hp (1566 kW)

### Výkony
- Maximální rychlost: 618 km/h ve výšce 4300 m
- Dostup: 8656 m
- Stoupavost: 9,7 m/s
- Dolet: 1722 km (s přídavnými nádržemi)
- Poměr výkon/hmotnost: kW/kg

### Výzbroj
- 4 × kanón British Hispano ráže 20 mm
- podvěšená výzbroj do hmotnosti 908 kg (2000 lb) na dvou závěsnících pod křídlem: bomby o hmotnosti 227 kg (500 lb) nebo 454 kg (1000 lb) nebo až 16 neřízených raket RP-3 nebo dvě 227kg bomby a 8 raket
- radar v pouzdru na náběžné hraně křídla

## Uživatelé

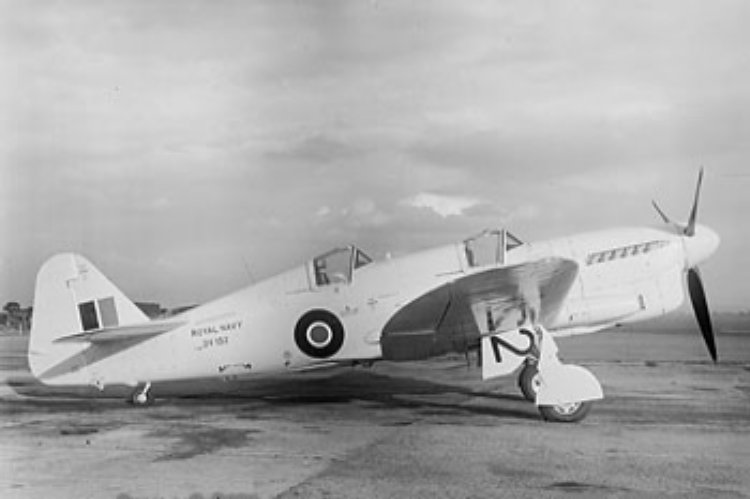
Fairey Firefly T1 Trainer

- Austrálie (Royal Australian Navy Fleet Air Arm)
- Dánsko (Flyvevåbnet)
- Etiopie (Etiopské císařské letectvo)
- Kanada (Royal Canadian Navy)
- Nizozemsko (Marine-Luchtvaartdienst)
- Švédsko (Svensk Flygtjanst AB)
- Thajsko
- Spojené království (Fleet Air Arm)